# اچ‌ام‌ای‌اس وویجر (دی۰۴)
اچ‌ام‌ای‌اس وویجر (دی۰۴) (به انگلیسی: HMAS Voyager (D04)) یک کشتی بود که طول آن ۳۹۰ فوت (۱۲۰ متر) بود. این کشتی در سال ۱۹۵۲ ساخته شد.